# Жакото, Анри
Анри́ Жакото́ (фр. Henri Jacotot) — французский селекционер роз и владелец питомника растений в городе Дижон (Франция). Известен как создатель розы 'Gloire de Dijon', популярной с середины XIX века.